# Croton ramillatus
Croton ramillatus är en törelväxtart som beskrevs av Léon Camille Marius Croizat. Croton ramillatus ingår i släktet Croton och familjen törelväxter. Inga underarter finns listade i Catalogue of Life.